# U-28号潜艇 (1936年)
U-28号（德語：U 28）是纳粹德国战争海军建造的十艘VII-A型近岸潜艇（或称U艇）之一。它由不来梅的威悉船厂承建，于1936年7月14日下水，至同年9月12日交付使用。第二次世界大战期间，该艇曾执行过六次巡逻作战，共击沉12艘、全损1艘同盟国或中立国舰船，累积总吨位为56,272吨。1944年3月17日，U-28号在诺伊施塔特U艇码头发生事故沉没，残骸其后被打捞上岸，同年4月停运并用作教学艇，直至1944年8月4日退役除籍。

## 设计
VII级潜艇是基于德国早期的潜艇发展而来，其设计可追溯到第一次世界大战的UB-III型，特别是被取消的UG级方案，再结合造舰工程局为芬兰设计的水妖级加以改进。VII级是单壳体结构，压载水舱以马鞍形安装在艇体上半部的两边舷侧是其最大的特征。由于编入舰队后的使用成绩较好，一边不断进行改进一边持续批量生产，结果成为了纳粹德国潜艇舰队的主力。
U-28号是VII级的第一个衍生型号VII-A型之一。其全长64.51米、舷宽5.85米、高9.5米，并有4.37米的吃水深度，水上和水下排水量分别为626吨和745吨。VIIA型艇采用两台猛狮生产的M6V 40/46型六缸四冲程1,155匹公制馬力（850千瓦特）柴油机用于水面运行，以及两台布朗-博韦里提供的GG UB 720/8型375匹公制馬力（280千瓦特）双作用电动发电机用于水下航行；水面最高航速17節（31每小時），水下8節（15每小時）；能够在水面以10節（19每小時）航速续航6,200海里（11,500），或以4節（7.4每小時）连续在水下航行94海里（174）而无需充电。尽管起居舱室非常狭窄，但由于其快捷的紧急下潜速度，VIIA型艇普遍受到船员们的欢迎，并被视为比更大、更迟钝的艇型更能保护他们免受敌人的攻击。
武器装备方面，U-28号较前型II级潜艇的装备更重，有四具艇艏内置和一具艇艉外置鱼雷发射管，可携带11枚G7型鱼雷或最多22枚TMA型水雷（TMB型则为33枚）。此外，该艇还搭载有一门配备220发弹药的88毫米35式速射炮以及一门配备1,195发弹药20毫米30式高射炮作为甲板炮。其标准船员编制为4名军官及40－44名水兵。

## 历史
1935年4月1日，海军造舰局不惜违反《凡尔赛条约》，正式将六艘VII-A型潜艇（U-27至U-32号）的建造合同发包予不来梅的威悉船厂。其中U-28号于同年12月2日开始铺设龙骨，建造序列为909。经过七个多月的建造，它于1936年7月14日下水，至9月12日在首度担任艇长的海军上尉威廉·安布罗修斯的指挥下交付使用。完成海试后，该艇加入驻威廉港的“扎尔茨韦德尔”潜艇区舰队，先后担任前线艇和作战艇直至1939年12月31日。西班牙内战期间，U-28号被部署在西班牙和葡萄牙附近，并于1938年7月和8月在当地进行了护航和潜水演习。当U艇编制于1940年1月1日重组时，它又继续在驻威廉港的第2潜艇区舰队担任前线艇。同年底退出前线任务后，该艇从1940年11月15日到1943年11月30日以训练艇身份成为驻梅默尔的第24潜艇区舰队的一份子，继而换编至驻戈滕哈芬的第22潜艇区舰队第2教学支队直至失事。
1944年3月17日，U-28号在诺伊施塔特的U艇码头、即54°07′N 10°50′E / 54.117°N 10.833°E处意外沉没。在当时的一次训练演习中，该艇从一艘用于靶舰练习的仿制货船下方经过。训练指挥官没有注意到静止货船的位置，导致潜艇的司令塔被掀掉。海水淹没了控制室，但其它隔舱完好无损。船员们通过慢慢平衡艇内的水压并游到水面上而脱困。U-28号被打捞上岸后仍继续充当第3教学支队的教学艇（停运），直到同年8月4日退役并正式从海军名录中除籍。
第二次世界大战期间，U-28号完成了六次巡逻和一次狼群行动，共计击沉12艘、全损1艘、击伤2艘同盟国或中立国舰船，累积总吨位为66,339吨。

### 作战巡逻
1939年8月19日，U-28号在海军中尉京特·库恩克的指挥下离开威廉港执行首次巡逻。在这次涉足北大西洋、爱尔兰岛以西和爱尔兰海的为期四十一天的行动中，仅击沉1艘容积总吨为4,955吨的英国货船温哥华城号（Vancouver City）。后者是9月14日10:00在米尔福德港西南偏西约75海里（139）处以13節（24每小時）的速度作锯齿航线行驶时，被U-28号发射的一枚鱼雷命中。鱼雷击中轮机舱和4号货舱之间的右舷4号舱壁，并杀害了身处受损右舷救生艇附近的二管轮。该船在被击中13分钟后沉没。9月27日，归航途中的库恩克还花费了6个小时搜寻一架报称迫降的德国飞机未果，但控制了三艘中立船舶搜查违禁品。U-28号于9月29日返抵威廉港，并于次日驶入造船厂检修发动机直至11月7日。
第二次巡逻于11月8日从威廉港启程前往北大西洋游弋，至四十天后返回。11月16日深夜，U-28号在罗科尔东南约120海里（220）处拦截了中立且无护航的荷兰油轮斯利德雷赫特号（5,133总吨），并检查了船上的文件。相关资料表明，这艘油轮是受直布罗陀英国当局的指使驶往柯克沃尔，因此库恩克命令船员弃船并于翌日00:20用鱼雷击沉该船。11月25日13:19，SL-8B号护航船队中的罗伊斯顿田庄号（Sliedrecht，5,144总吨）又被U-28号发射的一枚鱼雷击中，并在兰兹角西南约50海里（93）处沉没。12月5日，该艇在斯旺西湾附近、即编号为AM-9863的海军网格内共敷设了十二枚水雷，造成1艘英国货船遇难。受害者是注册吨位达9,577吨的普罗忒西拉奥斯号（Protesilaus），它于次年1月21日09:36在斯旺西西南的布里斯托尔湾触雷。这艘受损严重的船舶起初被拖到斯旺西湾搁滩，随后重新浮起并进一步拖至格里诺克，但宣布为全损。
1940年2月18日至3月23日执行的第三次巡逻是在北大西洋和英吉利海峡活动。与前一次类似，U-28号于3月7日在怀特岛附近、即编号为BF-3166的海军网格处布下八枚水雷，但未能对任何船舶造成破坏。然而两天后的23:17，库恩克便在锡利群岛西南偏南约70海里（130）处向一艘西行无载旗的船舶发射了一枚鱼雷，观察到对方在艉部桅杆前面的左舷被击中并裂成两半后，于90秒内从船艉沉没。经证实，这是3月8日在兰兹角西南方向失联的希腊货船P·马加罗尼斯号（P. Margaronis，4,979总吨），船上30人全数罹难。3月11日03:17，无护航且中立的荷兰油轮尤洛塔号（Eulota，6,236总吨）在法国韦桑岛以西约130海里（240）处以11節（20每小時）的速度无规避航行时，被来自U-28号的一枚鱼雷击中右舷中部。爆炸打破了油轮的后方，在水线以下开了一个大洞，但它只是缓慢地从船艉向右舷渐渐倾斜。大约一小时后，42名船员乘坐三艘救生艇弃船，留在附近，并在黎明时分重新登上油轮，试图将其扳正，但发现船舯部起火，遂于09:30再次撤离。下午，一架法国巡逻机发现了正在燃烧的尤洛塔号，便通知附近正为OG-21号船队护航的英国驱逐舰布罗克号和野天鹅号前往现场，与此同时，油轮已断成两半，当驱逐舰到达时，仅余船艏部分仍在漂浮。后者救起了幸存者，而布罗克号则用火炮击沉了残骸。随后，它们奉命与从布雷斯特派出的弗龙德号和随想曲号一同追捕这艘U艇，但U-28号早已离开该地区。
第四次巡逻于5月20日14:00离开威廉港，作战范围涵盖北大西洋、比斯开湾和英吉利海峡，至7月6日14:00返回。 6月1日，U-28号的两台电动机的油冷却器发生故障，必须在特隆赫姆接受维修，至6月8日才重新启程。从6月12日至17日，该艇曾参与普里恩狼群，目标是攻击从哈利法克斯前往利物浦途中的HX-47号护航船队，但一无所获。直到6月18日，库恩克才取得是次巡逻的首个战功，当时芬兰货船萨尔马提亚号（Sarmatia，2,417总吨）被U-28号的一声火炮拦截，船员立即弃船而去。德国人于11:00发射了一枚鱼雷，然后浮出水面观察。至12:10，货船的轮机舱遭到致命一击，三分钟后从船尾垂直沉没。一天后的19:29，U-28号又在爱尔兰南部海域发射鱼雷击中无护航的希腊货船阿达曼迪奥斯·乔冈迪斯号（Adamandios Georgandis，3,443总吨）的轮机舱，继而于20:00给予致命一击命中船艉并沉没。6月21日08:46，容积总吨为4,443吨的英国皇家海军Q船豪角号在锡利群岛以西约100海里（190）处也被U-28号发射的两枚鱼雷中的一枚击中了舰桥附近的右舷。爆炸掀开1号货舱的舱门，造成声纳设备和舵机失灵，两名官兵受重伤。惊恐的船员用两艘救生艇抛弃了这艘正在缓慢盘旋的Q船，但潜艇并没有浮出水面，并在大约一个小时后射出一枚致命的鱼雷，击中该船的左舷舯部，导致它从船艏缓缓地下沉，直到12:30倾向左舷没过海平面。
为了能够从比斯开湾向大西洋出击，U-28号在库恩克的指挥下于8月11日离开威廉港，经由北大西洋和北海海峡南下，至9月17日抵达德占法国的洛里昂潜艇基地，随即从9月18日至10月3日在洛里昂造船厂接受维修保养。在这次为期三十七天和约5,000海里（9,300）的航行中，该艇共击沉5艘、击伤1艘同盟国或中立国商船。首个受害者是来自挪威的货船埃娃号（Eva，1,599总吨），它因使用了不合适的燃煤而自8月16日以来便从SC-1号护航船队中掉队，至8月27日16:03在罗科尔以东约60海里（110）处被库恩克发射的一枚鱼雷击中3号和4号舱口之间的右舷。30分钟后，潜艇浮出水面，并以甲板炮向水线处发射了22发弹药，因为该船仍可依靠货物维持漂浮。后者在被命中17次后起火，继而沉没。一天后，HX-66号护航船队中的英国货船基诺号（Kyno，3,946总吨）于20:57也在罗卡尔东北偏北约30海里（56）处被U-28号以鱼雷击沉。下一艘受害者则是SC-2号护航船队中的英国货船马尔迪尼安号（Mardinian，2,434总吨），它于9月9日04:47遭库恩克发射的一枚鱼雷击中舰桥下方，30分钟后在布拉迪角西北偏北约100海里处沉没。9月11日03:26至03:28之间，U-28号还在罗科尔西南部海域向OA-210号护航船队发射鱼雷，观察到有两艘船被击中，并听到第三艘船爆炸。然而，实际只有1,966总吨的荷兰籍货轮马斯号（Maas）被击沉；4,678总吨的哈彭登号（Harpenden）则严重受损，被拖抵克莱德后在基尔查坦湾搁滩。
完成保养后，U-28号于10月4日离开洛里昂，在两艘猎潜舰的护航下前往圣纳泽尔。10月6日抵达后，该艇被引入船坞，对潜水舱进行检修。它于10月12日从圣纳泽尔启程执行第六次暨最后一次巡逻，前往北大西洋和罗科尔浅滩游弋，继而于11月15日返抵威廉港。在为期三十四天、全长约4,700海里（8,700）的冒险中，U-28号仅击伤1艘注册吨位为5,389吨、无护航的英国货船马蒂纳号（Matina）。后者于10月26日04:32在罗科尔以西约100海里处被库恩克发射的一枚鱼雷击中船艉，而该船在此前一天的21:50便已被第一枚鱼雷击中。随后，潜艇浮出水面，用甲板炮发射了28发弹药，取得15发命中，使马蒂纳号处于下沉状态，漂浮的残骸则于三天后由U-31号完成致命一击。

## 袭击历史摘要
| 日期           | 船名                    | 船籍         | 吨位  | 结局         |
| -------------- | ----------------------- | ------------ | ----- | ------------ |
| 1939年9月14日  | 温哥华城号              | 英国         | 4,955 | 击沉         |
| 1939年11月17日 | 斯利德雷赫特号          | 荷蘭         | 5,133 | 击沉         |
| 1939年11月25日 | 罗伊斯顿田庄号          | 英国         | 5,144 | 击沉         |
| 1940年1月21日  | 普罗忒西拉奥斯号        | 英国         | 9,577 | 全损（触雷） |
| 1940年3月9日   | P·马加罗尼斯号          | 希腊         | 4,979 | 击沉         |
| 1940年3月11日  | 尤洛塔号                | 荷蘭         | 6,236 | 击沉         |
| 1940年6月18日  | 萨尔马提亚号            | 芬兰         | 2,417 | 击沉         |
| 1940年6月19日  | 阿达曼迪奥斯·乔冈迪斯号 | 希腊         | 3,443 | 击沉         |
| 1940年6月21日  | 豪角号                  | 英國皇家海軍 | 4,443 | 击沉         |
| 1940年8月27日  | 埃娃号                  | 挪威         | 1,599 | 击沉         |
| 1940年8月28日  | 基诺号                  | 英国         | 3,946 | 击沉         |
| 1940年9月9日   | 马尔迪尼安号            | 英国         | 2,434 | 击沉         |
| 1940年9月11日  | 哈彭登号                | 英国         | 4,678 | 击伤         |
| 1940年9月11日  | 马斯号                  | 荷蘭         | 1,966 | 击沉         |
| 1940年10月26日 | 马蒂纳号                | 英国         | 5,389 | 击伤         |

## 脚注
1. ↑  日本海人社，第20頁.
2. 1 2  Gröner 1991，第40頁.
3. ↑  Helgason, Guemundur. . German U-boats of WWII - uboat.net.   [2024-02-02]. （原始内容存档于2023-12-02）.
4. 1 2 3 4  . U-Boot-Archiv.   [2024-02-22]. （原始内容存档于2024-02-23）.
5. 1 2  Helgason, Guðmundur. . German U-boats of WWII - uboat.net.   [2024-02-22]. （原始内容存档于2021-12-09）.
6. 1 2  Helgason, Guðmundur. . German U-boats of WWII - uboat.net.   [2024-02-22]. （原始内容存档于2021-12-01）.
7. ↑  Helgason, Guðmundur. . German U-boats of WWII - uboat.net.   [2024-02-22]. （原始内容存档于2020-08-14）.
8. ↑  Helgason, Guðmundur. . German U-boats of WWII - uboat.net.   [2024-02-22]. （原始内容存档于2021-06-23）.
9. ↑  Helgason, Guðmundur. . German U-boats of WWII - uboat.net.   [2024-02-22]. （原始内容存档于2021-06-23）.
10. ↑  Helgason, Guðmundur. . German U-boats of WWII - uboat.net.   [2024-02-22]. （原始内容存档于2020-08-10）.
11. ↑  Helgason, Guðmundur. . German U-boats of WWII - uboat.net.   [2024-02-22]. （原始内容存档于2020-10-23）.
12. ↑  Helgason, Guðmundur. . German U-boats of WWII - uboat.net.   [2023-12-06]. （原始内容存档于2022-01-19）.
13. ↑  Helgason, Guðmundur. . German U-boats of WWII - uboat.net.   [2024-02-22]. （原始内容存档于2020-08-14）.
14. ↑  Helgason, Guðmundur. . German U-boats of WWII - uboat.net.   [2024-02-22]. （原始内容存档于2021-01-24）.
15. ↑  Helgason, Guðmundur. . German U-boats of WWII - uboat.net.   [2024-02-22]. （原始内容存档于2020-09-23）.
16. ↑  Helgason, Guðmundur. . German U-boats of WWII - uboat.net.   [2024-02-22]. （原始内容存档于2020-08-07）.
17. ↑  Helgason, Guðmundur. . German U-boats of WWII - uboat.net.   [2024-02-23]. （原始内容存档于2020-08-15）.
18. ↑  Helgason, Guðmundur. . German U-boats of WWII - uboat.net.   [2024-02-23]. （原始内容存档于2020-08-04）.
19. ↑  Helgason, Guðmundur. . German U-boats of WWII - uboat.net.   [2024-02-23]. （原始内容存档于2020-08-12）.
20. ↑  Helgason, Guðmundur. . German U-boats of WWII - uboat.net.   [2024-02-22]. （原始内容存档于2021-01-24）.
21. ↑  Helgason, Guðmundur. . German U-boats of WWII - uboat.net.   [2024-02-23]. （原始内容存档于2020-09-25）.
22. ↑  Helgason, Guðmundur. . German U-boats of WWII - uboat.net.   [2024-02-23].
23. ↑  Helgason, Guðmundur. . German U-boats of WWII - uboat.net.   [2024-02-23].
24. ↑  Helgason, Guðmundur. . German U-boats of WWII - uboat.net.   [2024-02-23].
25. ↑  Helgason, Guðmundur. . German U-boats of WWII - uboat.net.   [2024-02-23]. （原始内容存档于2020-09-25）.